# Papaver lujaurense
Papaver lujaurense là một loài thực vật có hoa trong họ Anh túc. Loài này được N. Semen. mô tả khoa học đầu tiên.